# Xenotima-(Gd)
La xenotima-(Gd) és un mineral de la classe dels fosfats que pertany al grup de la xenotima.

## Característiques
La xenotima-(Gd) és un fosfat de fórmula química Gd(PO₄). Va ser aprovada com a espècie vàlida per l'Associació Mineralògica Internacional en el mes de desembre de l'any 2023. Va ser publicada a la revista internacional Mineralogical Magazine per Martin Ondrejka et al. en el mes de novembre de 2024 amb el títol «Xenotime-(Gd), a new Gd-dominant mineral of the xenotime group from the Zimná Voda REE–U–Au quartz vein, Prakovce, Western Carpathians, Slovakia». Cristal·litza en el sistema tetragonal.
L'exemplar que va servir per a determinar l'espècie, el que es coneix com a material tipus, es troba depositat a les col·leccions del Museu Nacional Eslovac, a Bratislava (Eslovàquia), amb el número de catàleg: M20412.

## Formació i jaciments
Va ser descoberta a un filó de quars amb mineralització d'or i urani als afloraments de Zimná Voda, uns 300 metres al sud de la localitat de Prakovce, dins el districte de Gelnica (regió de Košice, Eslovàquia), sent aquest indret l'únic a tot el planeta on ha estat descrita aquesta espècie mineral.